# Csillaghy József (főispán)
Pacséri Csillaghy József Sámuel Károly (Isztebne, 1853. március 17.–Balatonfüred, 1921. január 17.), Árva vármegye főispánja, a Lipót-rend lovagja, nagybirtokos.

## Családja és származása

A pacséri Csillaghy család címere

Az ágostai hitvallású nemesi származású pacséri Csillaghy család sarja. Apja pacséri Csillaghy József (1830–1894), Árva vármegye alispánja, országgyűlési képviselő, 1848-as huszártiszt, az ágostai hitvallású esperesség főfelügyelője, anyja a sédeni Ambrózy családból való sédeni Ambrózy Anna (1834– 1921) asszony volt. Az apai nagyszülei pacséri Csillaghy Sámuel (1770–1850), közbirtokos, uradalmi felügyelő, és felsőkubini Meskó Julianna (1802–1851) voltak. Csillaghy Sámuel az árvai uradalom intézője, neje felsőkubini Meskó Julianna és gyermekei 1844. május 22-én magyar nemességet és családi cimert, valamint a "pacséri" nemesi előnevet szerezték meg adományban V. Ferdinánd magyar királytól. Az anyai nagyszülei sédeni Ambrózy Károly (1790–1846), földbirtokos és bajcsi Bajcsy Anna Teréz (1804–1893) voltak.

## Élete
Ifjabb Csillaghy József a szülői házban nyert gondos szeretetteljes és mindenek fölött jellemképző nevelés után középiskolai tanulmányait Selmecen kezdte meg, majd Pozsonyban folytatta és Sopronban fejezte be. Ezután hajlamait követve jogot tanult a bécsi és budapesti tudományegyetemeken. Közben katonai kötelezettségének is eleget tévén, tartalékos honvédhadnagyi rangot nyert. Jogi tanulmányai befejeztével atyja határozott kívánságára  (1875-ben) a bírói pályára lépett és e tisztében pártatlan, igazságos és humánus eljárásával ritka népszerűségre tett szert nemcsak Trsztenán, ahol 1887 és 1892 között mint járásbiró működött, hanem egész Árvában, sőt még a szomszédos vármegyékben is.
1894-ben midőn atyja elhunytával Árva vármegye alispán széke elárvult, Csillaghy József engedve a vármegyei intéző körök részéröl nyilvánult közóhajnak, megvált a bírói pályától és a vármegye alispánjává választatván, a közönség nagy lelkesedése mellett ült be boldogult atyja örökébe. Hat évre terjedő alispánságához sok üdvös kezdeményezés és áldásos intézkedés érdeme fűződik. Egyik legkiválóbb érdeme az árvavölgyi vasútnak, a vármegye egyetlen vonalának megteremtése, melynek a lengyel vasúttal való összekapcsolását az osztrák kormány részéről támasztott óriási nehézségek daczára (Kürthy Lajos akkori főispán és Balla György trsztenai főszolgabíró támogatásával) keresztül vitte. Sokat és nem sikertelenül fáradozott az adminisztráció javításán, a szegény lakosság szellemi és anyagi jólétének emelésén. Az 1896. évi országos választások alkalmával a néppárt részéről roppant heves, de igazságtalan támadásokban volt része a szabadelvű párt győzelme érdekében kifejtett és sikerrel koronázott nagy tevékenysége miatt, a támadásokkal szemben azonban fényes elégtételt adott neki a vármegye liberális és a magyar nemzeti államért lelkesülő választópolgársága. Teljes elismeréssel alispán hivatalában elért eredményei, és igazi nagyrabecsüléssel egyénisége iránt a legőszintébb örömmel értesült a vármegye közönsége 1900. októberében arról, hogy a király kegye és Széll Kálmán miniszterelnök bizalma őt ültette Árva vármegye főispáni székébe, mely örömét csak fokozta az a körülmény, hogy Árva főispánsága, mely az utóbbi években Liptóéval volt egyesítve, ismét külön választatott. Ez is nagyban hozzájárult ahhoz, hogy a vármegye közönségének túlnyomó nagy része szinte tüntető lelkesedéssel iktatta be 1900. októberében új méltóságában.
Alig két évre terjedő főispánsága alatt azonfelül, hogy a vármegye szellemi és anyagi érdekeit minden rendelkezésére álló eszközzel előmozdította, még ellenfelei által is elismert egyéni szeretetre méltóságával és tapintatos eljárásával sikerült kivívnia, hogy nemcsak élesebb nemzetiségi súrlódás vagy nagyobb ilyen irányú mozgalom nem fordult elő legexponáltabb s csaknem kizárólag tótajkúak által lakott vármegyéjében, hanem még a tót nemzetiségi párt is ünnepélyes manifesztációban dokumentálta az 1902. január 15-én tartott törvényhatósági bizottsági közgyűlésen az egységes magyar államhoz való hűségét, kijelentvén, hogy éppen a főispán köztiszteletben álló egyéniségének varázsa és megnyerő tapintatos és konciliáns eljárása az, mely e pártot a magyarsághoz és a liberalizmushoz sokkal közelebb hozta. Ez a közgyűlés különben csaknem egyhangú lelkesedéssel szavazott bizalmat a főispánnak azon, egyéni érdekeket szolgáló, igazságtalan támadások ellenében, melyek nemcsak az ő hazafiságára, hanem a vármegyei tisztikaréra, sőt a vármegye közönségére is az országos közvélemény előtt árnyékot vetni igyekeztek. Az új főispánban, ki a F. M. K. E. vál. tagja, a vármegye kulturális érdekei is lelkes vezért nyertek, aminek tanúbizonyságául hivatkozhatunk az iskolaügy iránt való meleg érdeklődésére, a népiskolai tanítók anyagi helyzetének javítására irányuló minden mozgalom hathatós felkarolására, és végül arra, hogy Bulla György alispánnal és Kulinyi Miklóssal, az árvaváraljai közbirtokossági uradalom igazgatójával, a jeles historikussal karöltve éppen most is a 45.000 kötetes Csaplovits-féle közkönyvtár méltó elhelyezésén fáradozott, hogy e ritka becsű könyvgyűjtemény végre közkinccsé váljon. 1908. júliusán ő felsége a király Csillaghy Józsefet, Árva vármegye főispánját, ez állásától saját kérelmére fölmentette és neki hű és buzgó szolgálatai elismeréséül a Lipót-rend lovagkeresztjét adományozta. Árva vármegye főispánjává ő felsége Bulla Györgyöt, a vármegye eddigi alispánját nevezte ki.

## Házassága és leszármazottjai
1892. november 23-án Bohunicon, feleségül vette az ősrégi nemesi származású felsőkubini Kubinyi családból való felsőkubini és deménfalvi Kubinyi Irén Mária (Bohunic, 1874. január 16.–Gyönk, 1950. december 27.) kisasszonyt, akinek a szülei felsőkubini és deménfalvi Kubinyi György (1838–1902) országgyűlési képviselő, földbirtokos, és Albertina Kotz von Dobrz (1850–1874) voltak. Az apai nagyszülei felsőkubini és deménfalvi Kubinyi Miksa (1792–1849), földbirtokos és nemes Várady-Szakmáry Borbála (1800–1874) voltak. Az anyai nagyszülei lovag Karl Kotz von Dobrz, cs. kir. százados, valamint Hermina von Kleeborn voltak. Csillaghy József és Kubinyi Irén frigyéből született:
- Csillaghy Anna Albertina Ilona (Isztebne, 1893. szeptember 16.–Budapest, 1955. december 17.).[19][20] Férje: nagyrákói és kelemenfalvi dr. Rakovszky László.
- Csillaghy József György Miklós (Alsókubin, 1894. szeptember 25.–Budapest, 1942. július 4.), a Diószegi Gazdaság Cukor és Szeszgyár r.t. főfelügyelője, szkv. főhadnagy, a Nemzetvédelmi Kereszt tulajdonosa.[21][22]
- Csillaghy Gábor Jenő György (Alsókubin, 1895. augusztus 26.–).[23] Neje: Belopotoczky Sára.
- Csillaghy Miklós István László (Alsókubin, 1899. szeptember 21.–Velence, Olaszország, 1963. május 23.), ügyvédi irodavezető. 1.f.: Cary Mária (Kassa, 1899. július 20.).[24] 2.f: Berczelly Magda (Vác, 1900. május 30.–Újpest, 1934. augusztus 24.), színésznő.[25][26] 3.f.: Galantai Julianna (Budapest, 1907. június 28.)[27]